# Лія Табурчан
Лія Табурчан (рум. Lia Taburcean; 24 липня 1997, Вережень, Теленештський район) — молдовська співачка.
У творчості співачки часто присутні елементи молдовських традицій та менталітету.

## Творчість

### Відеокліпи
- Când Eu Iubesc [1]
- La nunta asta [2]
- Cuscră [3]
- Mânză [4]
- Scârț Scârț feat. Kapushon [5]
- Ca-n filme indiene [6]